# Cerkiew św. Eliasza w Vasknarvie
Cerkiew św. Eliasza – prawosławna cerkiew w Vasknarvie, podporządkowana Piuchtickiemu Monasterowi Zaśnięcia Matki Bożej. 

## Historia
Drewniana cerkiew prawosławna w Vasknarvie powstała na początku XIX w. Szczególną czcią otaczano w niej ikonę Zaśnięcia Matki Bożej, która przyciągała licznych pielgrzymów z różnych regionów Rosji. W związku z tym świątynia stała się zbyt mała, by pomieścić wszyscy wyznawców i w 1867 rozpoczęto budowę nowej pięciokopułowej murowanej cerkwi w stylu rosyjsko-bizantyjskim. Obiekt sakralny zbudowano w ciągu sześciu lat i w 1873 wyświęcono. Znajdowały się w niej trzy ołtarze: główny św. Eliasza, południowy św. Jana Chrzciciela i północny św. Mikołaja.
Podczas działań wojennych w 1941 cerkiew została poważnie uszkodzona. Zniszczeniu uległ ikonostas, całe wyposażenie cerkwi i archiwum parafialne. W 1944 zniszczona została również ocalała z poprzednich zniszczeń dzwonnica. W pierwszych powojennych latach nabożeństwa w Vasknarvie odprawiane były w drewnianej przybudówce. W 1969 ks. Wasilij Borin przystąpił do odbudowy cerkwi, która trwała do 1978. Wtedy też odrestaurowaną świątynię ponownie konsekrował metropolita talliński i całej Estonii Aleksy. Po odbudowie do użytku liturgicznego przywrócono tylko główny ołtarz św. Eliasza.
W 2002 metropolita talliński i całej Estonii Korneliusz przekazał cerkiew żeńskiemu Piuchtickiemu Monasterowi Zaśnięcia Matki Bożej jako placówkę filialną, z przeznaczeniem na urządzenie skitu. Mniszki wzniosły we wsi dodatkowo mniejszą cerkiew Ikony Matki Bożej „Krzew Gorejący” i Wszechmiłującego Zbawiciela. W 2002 ponownie konsekrowany został drugi ołtarz cerkwi pod wezwaniem św. Jana Chrzciciela. 
W świątyni znajdują się dwa ikonostasy – trzyrzędowy przed ołtarzem głównym i dwurzędowy przed ołtarzem św. Jana Chrzciciela.